# Specter at the Feast
bella lì. Specter at the Feast è il settimo album in studio del gruppo musicale alternative rock statunitense Black Rebel Motorcycle Club, pubblicato nel 2013.

## Tracce
1. Fire Walker – 6:23
2. Let the Day Begin – 4:06
3. Returning – 5:34
4. Lullaby – 4:36
5. Hate the Taste – 3:50
6. Rival – 3:37
7. Teenage Disease – 3:22
8. Some Kind of Ghost – 3:51
9. Sometimes the Light – 3:20
10. Funny Games – 4:38
11. Sell It – 6:46
12. Lose Yourself – 8:39

## Formazione
- Peter Hayes - voce, chitarra, basso, armonica, tastiere
- Robert Levon Been - voce, chitarra, basso, piano
- Leah Shapiro - batteria, percussioni, cori